# 先驱广场

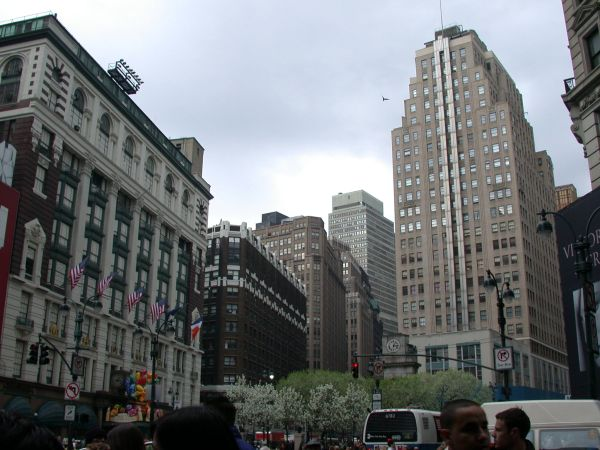
先驱广场

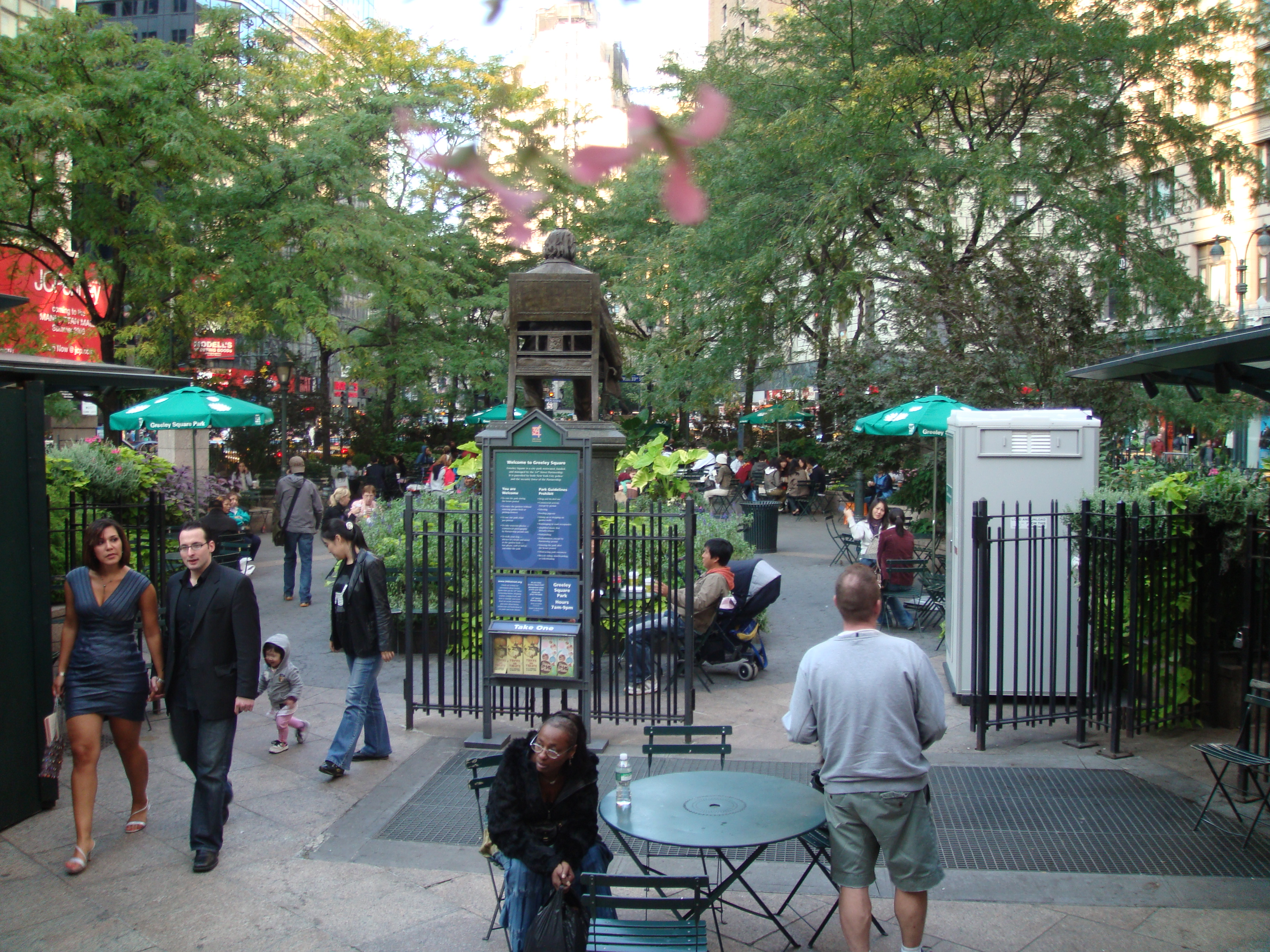
格里利广场

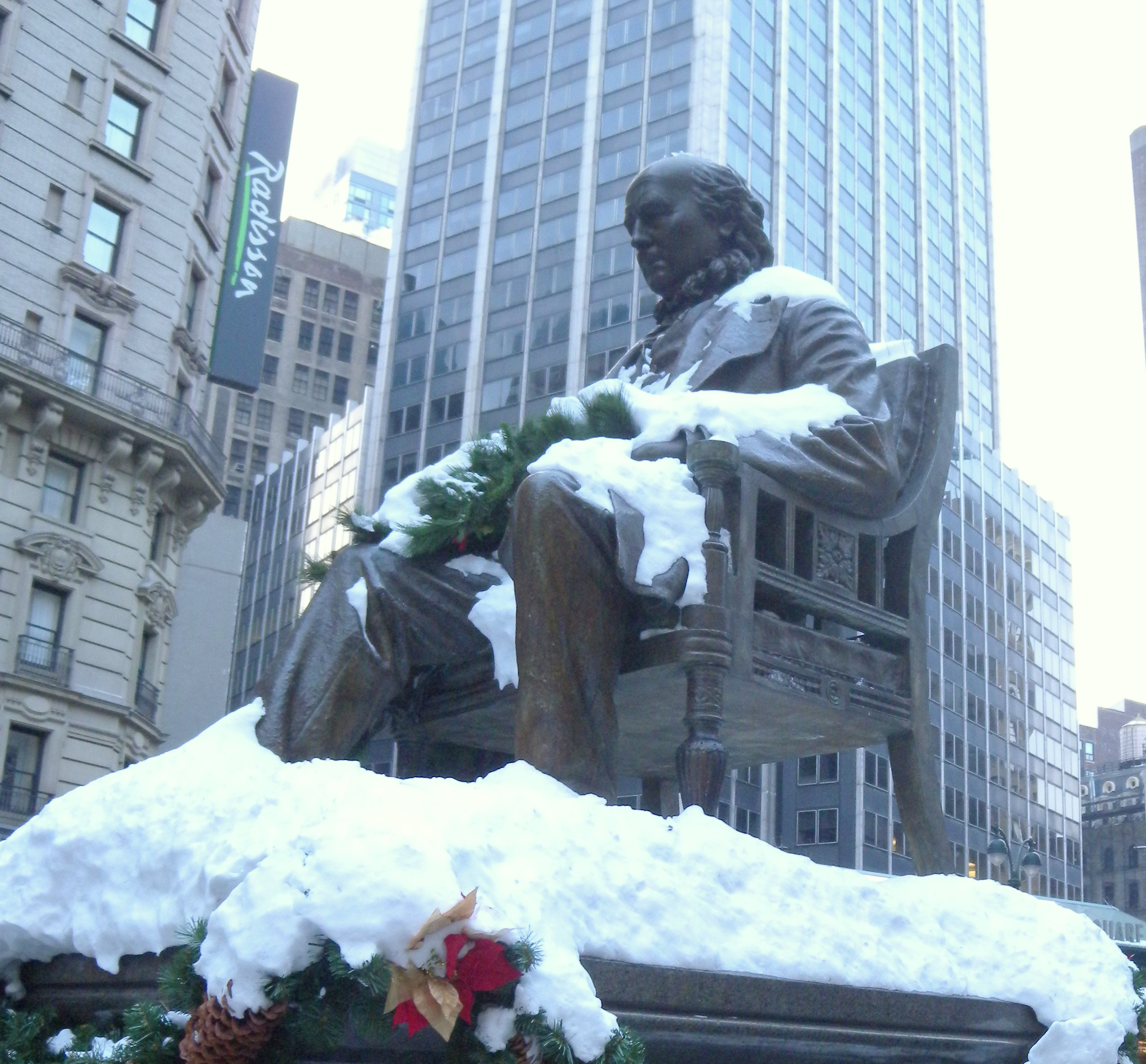
格里利雕像

先驱广场（英語：Herald Square）是由纽约市曼哈顿区百老汇、第六大道和34街的交汇点而形成，得名于现已解散的报纸《纽约先驱报》，其总部原设于此。此广场分为两个部分：北部的先驱广场，以及南部的格里利广场（Greeley Square）。先驱广场是梅西感恩节游行的起点。
格里利广场介于西32街、西33街，以及百老汇、第六大道之间，为一三角形公园。它得名于Horace 格里利，他是先驱报的对手，《纽约论坛报》的出版商（二者已合并为纽约先驱论坛报）公园内有格里利雕像，立于1890年。小公园有很大的魅力，种植树木和灌木，由熟铁栅栏封闭。
先驱广场位于北部，介于西34街、西35街之间。老纽约先驱报大楼曾位于广场上，建于1894年，1921年拆除。广场上有一巨大的机械钟，1895年由雕塑家Antonin Carlès完成詹姆斯戈登纪念碑包括智慧女神密涅瓦与她的猫头鹰。这些都是纽约先驱报大楼的一部分。
今天，先驱广场和格里利广场是成千上万购物者的休息区域，数以千计的中城上班族的餐厅，以及产品推出，音乐表演，照片和电影拍摄的舞台。
先驱广场周围，沿着百老汇大道和34街，是一个零售中心。最著名的是梅西百货公司，这是美国最大的（根据吉尼斯世界纪录，曾是世界最大的，直到2009年被韩国一商店超过）。2007年，梅西公司将公司总部迁来。1984年以前，梅西的主要竞争对手Gimbels也坐落在此，1986年改为曼哈顿广场（Manhattan Mall）。该区过去的其他零售店还包括E.J. Korvette、Stern's和Abraham & Straus。2009年8月，J.C. Penney在曼哈顿广场内开设在曼哈顿第一个的旗舰店。该广场与南面的麦迪逊广场，以及北面的时代广场大致等距离。先驱广场的南面在西32街毗邻韩国城。